# Председник Кипра
Председник Кипра је шеф државе и шеф владе Републике Кипар. Функција је створена 1960. када је Кипар стекао независност од Уједињеног Краљевства. Тренутни председник Кипра је Никос Христодулидис.
Након војног удара 1974. на власт је постављен Никос Сампсон, Турска је окупирала северни део острва 20. јула 1974. где је основала своју паралелну власт која није призната у свету.
| # | Име                                        | Почетак мандата    | Крај мандата      | Политичка странка                    |
| - | ------------------------------------------ | ------------------ | ----------------- | ------------------------------------ |
| 1 | Архиепископ Макариос III (1. пут, свргнут) | 16. август 1960.   | 15. јул 1974.     | —                                    |
|   | Никос Сампсон (хунта)                      | 15. јул 1974.      | 23. јул 1974.     | ЕОКА-Б                               |
|   | Глафкос Клиридис (1. пут, в. д.)           | 23. јул 1974.      | 7. децембар 1974. | Уједињена демократска партија        |
|   | Архиепископ Макариос III (2. пут)          | 7. децембар 1974.  | 3. август 1977.   | —                                    |
| 2 | Спирос Кипријану                           | 3. септембар 1977. | 28. фебруар 1988. | Демократска партија Кипра            |
| 3 | Георгиос Василију                          | 28. фебруар 1988.  | 28. фебруар 1993. | Уједињене демократе                  |
| 4 | Глафкос Клиридис (2. пут)                  | 28. фебруар 1993.  | 28. фебруар 2003. | Демократски покрет                   |
| 5 | Тасос Пападопулос                          | 28. фебруар 2003.  | 28. фебруар 2008. | Демократска партија Кипра            |
| 6 | Димитрис Христофијас                       | 28. фебруар 2008.  | 28. фебруар 2013. | Напредна партија радног народа Кипра |
| 7 | Никос Анастасијадис                        | 28. фебруар 2013.  | 28. фебруар 2023. | Демократски збор                     |
| 8 | Никос Христодулидис                        | 28. фебруар 2023.  | на дужности       | Демократски збор                     |